# Urs Meier
Ne pas confondre avec l'entraîneur suisse Urs Meier, actuel entraîneur du FC Zurich.
Urs Meier, né le 22 janvier 1959 à Zurich, est un arbitre suisse de football.

## Carrière
Commençant en 1991, il est arbitre FIFA de 1994 à 2004. Il dirige notamment le match USA-Iran à la Coupe du monde 1998 et Portugal-Angleterre à l'Euro 2004. Il est élu deuxième arbitre de l'année 2002 et troisième en 2004. Il a vécu jusqu'en 2007 avec Nicole Petignat, ancienne arbitre.
Lors du quart de finale Portugal-Angleterre de l'Euro 2004, disputé à Lisbonne, l'anglais Sol Campbell marque à la 90e minute mais M. Meier refuse le but à la suite d'une charge de John Terry sur le gardien portugais Ricardo. L'Angleterre sera éliminée aux tirs au but. Après le match, le tabloïd The Sun entame une cabale contre l'arbitre et publie son courriel. Il reçoit plus de 16 000 messages en une journée, peut-être 100 000 en tout, dont de nombreuses menaces de mort. Des journalistes de ce même journal se sont rendus à son domicile en Suisse et ont déployé un drapeau anglais géant dans un champ à proximité. Il a été placé sous protection policière.
Il a officié dans des compétitions majeures : 
- Coupe du monde de football de 1998 (2 matchs)
- Euro 2000 (2 matchs)
- Ligue des champions de l'UEFA 2001-2002 (finale)
- Coupe du monde de football de 2002 (2 matchs)
- Euro 2004 (3 matchs)